# Aszadábád
Aszadábád (perzsa írással اسدآباد, nemzetközi átiratokban Asadabad) Kunar tartomány fővárosa Afganisztánban.

## Fekvése
A Hindukus-hegység hegyvidéki régiójában, mintegy 13 km-rel északnyugatra a pakisztáni határtól és 80 km-rel északkeletre Dzsalálábádtól. Az ország keleti részén, egy völgyben, a Pech-folyó és a Kunar-folyó összefolyásánál, az északkelettől délnyugat felé húzódó völgy két partja mentén futó hegyvidék között található.

## Éghajlata
Aszadábád meleg nyári mediterrán éghajlatú (Köppen éghajlati osztályozása Csa). Télen több csapadék van, mint nyáron. Az átlagos hőmérséklet Aszadábádban 19,4 °C. Körülbelül 532 mm csapadék esik évente.

## Története
A Kunar tartományban, Közép-Ázsiát, Indiát és Iránt összekötő történelmi útvonalak, mint például a selyemút és a Haibar-hágón keresztül vezető nagy út, valamint a Hindukus-hegységen áthaladó útvonalak közelében fekvő város, Aszadábád a különböző korszakokban más-más birodalmai, köztük az Achaemenida perzsák, a görög-baktriai Királyság stb. hatása alá került. Aszadábád a keleti határon fekszik, ami Káfirisztán - Afganisztán része, amely az 1890-es évekig nem tartozott az iszlámhoz.
A múltban az Aszadábád közelében fekvő területet Chaga Serai-nak hívták, különböző helyesírásokkal (Chega Serai, Chagasaray, Chigur Serai, Chughansuraee).
A 15. század vége körül a terület és a város Bábur birtokába került, aki Baburnama című könyvében említést tett a Káffirokkal való kapcsolatokról.
A 19. század végén, a 20. század elején a régió fővárosa Pushoot (Pasat, Pasad) volt, ahonnan a jelenlegi Aszadábádba költözött.
A 20. században a városban és környékén különböző technikai fejlesztések történtek, mint például utak, bevásárlóterületek, iskolák, híd, benzinkút stb. épültek.

## Mezőgazdasága
Mezőgazdasági termelésre az Aszadábádot körülvevő völgy mintegy 10% - 15% -át használják, egy ősi földművelési-technikával, teraszos földműveléssel, melyeken azonban az árvizek és az erózió sok problémát okoz.